# Draba physocarpa
Draba physocarpa är en korsblommig växtart som beskrevs av Vladimir Leontjevitj Komarov. Draba physocarpa ingår i släktet drabor, och familjen korsblommiga växter. Inga underarter finns listade i Catalogue of Life.